# Municipio de Hazelwood
El municipio de Hazelwood (en inglés: Hazelwood Township) es un municipio ubicado en el condado de Webster en el estado estadounidense de Misuri. En el año 2010 tenía una población de 2846 habitantes y una densidad poblacional de 21,15 personas por km².

## Geografía
El municipio de Hazelwood se encuentra ubicado en las coordenadas 37°13′00″N 92°43′23″O / 37.21667, -92.72306. Según la Oficina del Censo de los Estados Unidos, el municipio tiene una superficie total de 134.58 km², de la cual 134.5 km² corresponden a tierra firme y (0.06%) 0.08 km² es agua.

## Demografía
Según el censo de 2010, había 2846 personas residiendo en el municipio de Hazelwood. La densidad de población era de 21,15 hab./km². De los 2846 habitantes, el municipio de Hazelwood estaba compuesto por el 97.89% blancos, el 0.21% eran afroamericanos, el 0.32% eran amerindios, el 0.18% eran asiáticos, el 0.04% eran isleños del Pacífico, el 0.32% eran de otras razas y el 1.05% pertenecían a dos o más razas. Del total de la población el 1.09% eran hispanos o latinos de cualquier raza.